# Heptodon
Heptodon is een geslacht van uitgestorven zoogdieren die leefden in het Vroeg-Eoceen.

## Beschrijving
Deze ongeveer een meter grote dieren vertoonden al de bekende tapirvorm, maar bezaten nog niet de korte, typische slurf, die voor tapirs een belangrijke rol speelt bij het vergaren van hun voedsel, dat bestond uit bladeren en twijgen.

## Vondsten
Resten van deze dieren werden gevonden in de Amerikaanse staat Wyoming.